# Pierre Vercruysse
Pierre Vercruysse, född 12 januari 1963, är en fransk travtränare och travkusk. Han har vunnit många stora lopp i Europa, bland annat Prix de France (2009) med hästen Meaulnes du Corta, och Finlandialoppet (1999) med Giesolo de Lou. Han har även vunnit Grand Prix l'UET två gånger, 1989 med Tipouf och 2017 med Drole de Jet.

## Karriär
Pierre Vercruysse växte upp i en travintresserad familj, han är son till travtränaren och kusken Roger Vercruysse. Vid 14 års ålder började han på travskola i Graignes, och efter ett par år i Frankrike flyttade han sedan till USA, där han stannade i 20 år.
Vercruysse återvände till Frankrike 1988, och startade en tränarrörelse vid Grosbois, samtidigt som han marknadsförde sig som catch driver. Till mars 2018 har Vercruysse kört över 21 000 lopp, och vunnit nästan 2 000 av de. Han har även segrat i World Driving Championship (2013) där han representerade Frankrike.